# Vliv pesticidů na včely medonosné

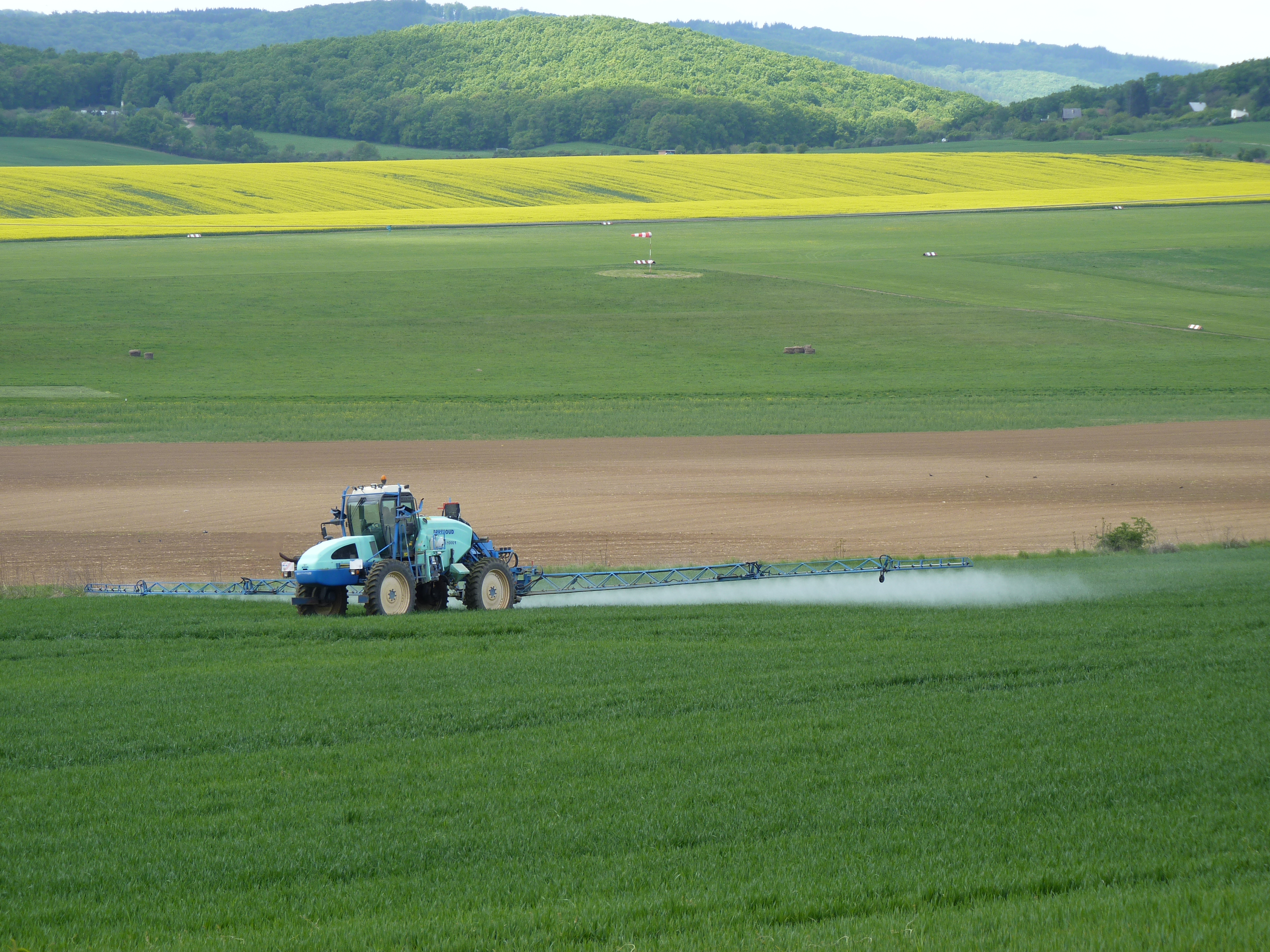
Postřik v zemědělství

Včela medonosná (Apis mellifera) hraje klíčovou roli v ekosystému a zemědělství, opyluje přibližně 75% rostlin. Její populace v posledních letech dramaticky klesá, a to z několika důvodů. Jedním z nejvýznamnějších faktorů je používání pesticidů, které negativně ovlivňují zdraví a chování včel. Bez zdravých populací včel by mohlo dojít k poklesu výnosů zemědělských plodin, což by mělo za následek zvýšení cen potravin a snížení jejích dostupnosti.
Vliv pesticidů na včely medonosné je vážným problémem, který vyžaduje pozornost nejen odborníků, ale i široké veřejnosti. Ochrana těchto důležitých opylovačů je klíčová pro udržení zdravých ekosystémů a potravinové bezpečnosti. Existují opatření, která mohou zemědělci a spotřebitelé přijmout k ochraně včel. To zahrnuje používání ekologických pesticidů, které mají menší dopad na včely, a podporu biologických metod ochrany plodin. Dále je důležité vzdělávat veřejnost o významu včel a přínosech udržitelného zemědělství.

## Vliv pesticidů na včely a opylovače
Vliv pesticidů na včely se liší v závislosti na látce. Některé druhy pesticidů se stříkají přímo na rostliny a mohou vést k úhynu včel a dalšího hmyzu, který se vyskytuje na odkrytých částech rostlin. Systémové pesticidy, působící na jednotlivé rostlinné systémy, jsou perzistentnější (trvalé) a mohou přetrvávat v listech, nektaru, pylu, plodech a dalších částech rostlin, což způsobuje smrt hmyzu, který je s nimi v kontaktu, včetně včel.
Pesticidy v pevné formě (prášek nebo navlhčený prášek) jsou pro včely nebezpečnější než ty, které se používají v rozpuštěné formě v roztocích nebo emulzích. Skutečná škodlivost pesticidu pro včelí populaci závisí na toxicitě látky, době, po kterou jí bylo tělo hmyzu vystaveno, a formě, v jaké se používá.

### Klasifikace
Toxicita látky pro hmyz se nejčastěji měří pomocí hodnoty smrtné dávky LD50 (také letální dávka, latinsky dosis letalis, anglicky Lethal dose, zkratka: LD), při které zemře 50% testované populace. Rozlišují se následující prahové hodnoty toxicity látky:
- netoxické (smrtelná dávka > 100 μg/na včelu)
- mírně toxické (smrtelná dávka 11 - 100 μg /na včelu)
- středně toxické (smrtelná dávka 2 - 10,99 μg/na včelu)
- velmi toxické (smrtelná dávka < 2 μg/na včelu)

### Klasifikace úmrtnosti včel
Úmrtnost včel na jeden úl lze klasifikovat jako:
- < 100 včel denně – normální úmrtnost
- 200-400 včel denně – nízká úmrtnost
- 500-900 včel denně – průměrná úmrtnost
- > 1000 včel denně – vysoká úmrtnost

### Syndrom zhroucení včelstev a pesticidy
Syndrom zhroucení včelstev je fenomén, kdy v krátkém časovém úseku většina dělnic jednoho včelstva opustí královnu a zanechá za sebou velké množství potravy a několik chův, které se starají o nevylíhnuté včely. Existuje mnoho teorií, které se snaží tento jev vysvětlit, ale žádná není považována za rozhodující nad ostatními. 
Nejčastěji se předpokládá, že je způsobena několika faktory: otravou pesticidy, virovou infekcí nebo parazity. Studie na včelstvech ukazují, že ve včelstvech postižených hromadným úhynem včel byly zjištěny vysoké hladiny každého z uvedených faktorů.
V březnu 2012 byl proveden výzkum pomocí miniaturních lokalizačních zařízení namontovaných na tělech včel. Ukázal, že i velmi nízké koncentrace pesticidů v potravě včel způsobují poruchy orientace, které brání včelám v návratu do úlu. Koncentrace pesticidů v tělech včel byla řádově nižší než jeho smrtelná dávka. Látka použitá v této studii, insekticid thiamethoxam, ačkoli je schválena pro použití ve Francii, může být v Evropské unii zakázána.

### Pesticidy v medu
Med je považován za přírodní a zdravou alternativu sladidel, a to díky svým nutričním vlastnostem a antioxidačním účinkům. Nicméně, jak se ukazuje, med může obsahovat stopy pesticidů. Včely, které sbírají nektar z květin a rostlin, mohou neúmyslně přenášet zbytky těchto chemikálií do úlu. Pesticidy se mohou dostat do medu několika způsoby: 
- Přímý kontakt - včely mohou přicházet do styku s rostlinami ošetřenými pesticidy.
- Zpracování medu - během sběru a zpracování medu může dojít k dalšímu kontaminování zbytky chemikálií v úlu nebo na vybavení.

Nejčastěji se v medu objevují neonikotinoidy, které jsou známé svou toxicitou pro včely. Dalšími nalezenými pesticidy mohou být pyrethroidy a některé fungicidy. Tyto látky se mohou nacházet v různých koncentracích, přičemž některé z nich jsou regulovány legislativou.
Přítomnost pesticidů v medu vzbuzuje otázky ohledně možných zdravotních rizik pro spotřebitele. Většina studií naznačuje, že koncentrace pesticidů v medu jsou obvykle nízké a nepřekračují stanovené limity pro bezpečnou konzumaci. Nicméně dlouhodobé vystavení i malým množstvím některých pesticidů může mít negativní dopady na zdraví, včetně hormonálních poruch a oslabení imunitního systému.
Mnoho zemí má přísné předpisy týkající se maximálních povolených limitů pesticidů v potravinách, včetně medu. Tyto regulace se liší podle regionu, a proto je důležité, aby spotřebitelé vybírali med od důvěryhodných výrobců, kteří dodržují bezpečnostní standardy.

### Vliv pesticidů na ostatní opylovače a hmyz
Pesticidy mají škodlivý účinek nejen na včely medonosné, ale i na ostatní opylovače a hmyz kerý není škůdcem. Vliv pesticidů se může projevovat různými způsoby, a to nejen přímou úmrtností, ale i neletálními dopady, například zhoršením čichu, dezorientací při návratu do hnízda nebo oslabenou odolností vůči infekcím. Neonikotinoidní pesticidy jsou považovány za zvláště škodlivé z důvodu jejich pomalého rozkladu a dlouhého setrvání v prostředí, jakož i pronikání do všech částí rostlin, včetně pylu a nektaru.

## Typy pesticidů a jejich účinky
Pesticidy jsou chemické látky používané k ochraně plodin před škůdci a chorobami. Mezi nejčastěji používané pesticidy patří insekticidy, fungicidy a herbicidy. Zatímco některé z nich mohou být vysoce účinné proti nežádoucím organismům, jejich toxicita pro včely je alarmující.
Jednou z nejproblematičtějších skupin pesticidů jsou neonikotinoidy, které jsou široce používány na ochranu plodin. Tyto látky působí na nervový systém včel, což může vést k poruchám orientace, snížené schopnosti sbírat potravu a oslabení imunity. Studie ukazují, že i nízké dávky neonikotinoidů mohou mít dlouhodobé účinky na zdraví včelstev.
Kromě neonikotinoidů mohou včely trpět i účinky dalších chemikálií, jako jsou pyrethroidy. Tyto látky mohou narušit přirozené chování včel, což ovlivňuje jejich schopnost komunikovat a koordinovat sběr potravy.
| Název                                | Příklady obchodních názvů přípravků | Skupina pesticidů       | Karenční lhůta    | Poznámka | Toxicita        |
| ------------------------------------ | --- | ----------------------- | ----------------- | --- | --------------- |
| Aldikarb                             | Temik | Karbamát                | 4 týdny           | | netoxické       |
| Karbaryl                             | Sevin | Karbamát                |                   | Včely otrávené karbarylem hynou po 2-3 dnech, což jim umožňuje sbírat kontaminovaný pyl a nektar do úlů. Některé ošetření karbarylem vedly k masovému úhynům hmyzu. Přípravky obsahující karbaryl by se neměly používat v období květu a aktivity včel.                                                                            | velmi toxické   |
| Karbofuran                           | Furadan | Karbamát                | 1 - 2 týdny       | Americká agentura pro ochranu životního prostředí zakázala jeho použití na plodinách určených k lidské spotřebě. | velmi toxické   |
| Metomyl                              | Metomyl, Muchobitt | Karbamát                | více než 2 hodiny | Neměl by se používat během kvetení a aktivity včel. | velmi toxické   |
| Metiokarb                            | | Karbamát                |                   | | velmi toxické   |
| Mexakarbat                           | Zectran | Karbamát                |                   | | velmi toxické   |
| Pirimikarb                           | Pirimor, Aphox | Karbamát                |                   | | netoxické       |
| Propoksur                            | Propoksur, Baygon | Karbamát                |                   | | velmi toxické   |
| Acefat                               | Chevron, Orthene | Organofosfát            | 3 dny             | Obecně stažený z prodeje. | středně toxické |
| Chlorpyrifos                         | Brodan, Detmol UA, Dowco 179, Dursban, Empire, Eradex, Lorsban, Paqeant, Piridane, Scout, Stipend and Tricel.                                      | Organofosfát            |                   | Neměl by se používat během kvetení a aktivity včel. | velmi toxické   |
| Kumafos                              | Perizin | Organofosfát            |                   | Používá se k boji proti varroa. Předávkování může způsobit otravu včel. | netoxické       |
| Demeton                              | Isosystox | Organofosfát            | <2 hodiny         | | velmi toxické   |
| Demeton-S-metyl                      | Meta-systox | Organofosfát            |                   | | středně toxické |
| Diazinon                             | | Organofosfát            |                   | Neměl by se používat během kvetení a aktivity včel. | velmi toxické   |
| Dicrotophos                          | Bidrin, Carbicron, Diapadrin, Dicron and Ektafos                                                                                                   | Organofosfát            |                   | | velmi toxické   |
| Dichlorvos                           | DDVP, Vapona | Organofosfát            |                   | | velmi toxické   |
| Dimetoat                             | Cygon, De-Fend | Organofosfát            | 3 dny             | Neměl by se používat během kvetení a aktivity včel. | velmi toxické   |
| Fention                              | Entex, Baytex, Baycid, Dalf, DMPT, Mercaptophos, Prentox, Fenthion 4E, Queletox,Lebaycid                                                           | Organofosfát            |                   | Neměl by se používat během kvetení a aktivity včel. | velmi toxické   |
| Fenitrotion                          | Sumithion | Organofosfát            |                   | | velmi toxické   |
| Fensulfotion                         | Dasanit | Organofosfát            |                   | | velmi toxické   |
| Fonofos                              | Dyfonate EC | Organofosfát            | 3 hodiny          | na seznamu Úmluvy o zákazu chemických zbraní | velmi toxické   |
| Malation                             | Malathion USB, ~ EC, Cythion, maldison, mercaptothion                                                                                              | Organofosfát            | 6 dnů             | | velmi toxické   |
| Methamidofos                         | Monitor, Tameron | Organofosfát            |                   | Neměl by se používat během kvetení a aktivity včel. | velmi toxické   |
| Methidathion                         | Supracide | Organofosfát            |                   | Zakázany na území EU. Neměl by se používat během kvetení a aktivity včel. | velmi toxické   |
| Methylparation                       | Paration, | Organofosfát            | 5–8 dnů           | Zvláště nebezpečnou varintou tohoto pesticidu je methylparathion ve formě mikrokapslí, jejichž velikost odpovídá pylovým zrnům. Tyto kapsle, podobně jako pyl, přilnou k tělu včel elektrostatickou silou. V úlu se může látka uvolňovat po mnoho měsíců. Klasifikován jako látka ze skupiny perzistentních organických polutantů. | velmi toxické   |
| Mevinfos                             | Phosdrin | Organofosfát            |                   | | velmi toxické   |
| Monokrotofos                         | | Organofosfát            |                   | Neměl by se používat během kvetení a aktivity včel. | velmi toxické   |
| Naled                                | Dibrom | Organofosfát            | 16 hodin          | | velmi toxické   |
| Ometoat                              | | Organofosfát            |                   | Neměl by se používat během kvetení a aktivity včel. | velmi toxické   |
| Methyloksidemeton (demeton-s-methyl) | Metasystox-R | Organofosfát            | <2 hodiny         | | velmi toxické   |
| Phorate                              | Thimet EC | Organofosfát            | 5 hodin           | | velmi toxické   |
| Fosmet                               | Imidan | Organofosfát            |                   | | velmi toxické   |
| Fosfamidon                           | Dimecron | Organofosfát            |                   | | velmi toxické   |
| Pirazofos                            | Afugan | Organofosfát            |                   | ochrana dřeva proti dřevokaznému hmyzu | velmi toxické   |
| Tetrachlorwinfos                     | Rabon, Stirofos, Gardona, Gardcide | Organofosfát            |                   | | velmi toxické   |
| Trichlorfon, Metrifonate             | Dylox, Dipterex | Organofosfát            | 3 – 6 hodin       | | netoxické       |
| Permetryna                           | Ambush, Pounce | Syntetický pyretroid    | 1 – 2 dny         | Bezpečnější při použití v suchých podmínkách. | velmi toxické   |
| Cypermetryna                         | Ammo, Raid | Syntetický pyretroid    | < 2 hodiny        | Používá se v domácnostech k boji proti mravencům a švábům. | velmi toxické   |
| Fenwalerat                           | Asana, Pydrin | Syntetický pyretroid    | 1 den             | Bezpečnější při použití v suchých podmínkách. | velmi toxické   |
| Rozmetrin                            | Chrysron, Crossfire, Pynosect, Raid Flying Insect Killer, Scourge, Sun-Bugger #4, SPB-1382, Synthrin, Syntox, Vectrin, Whitmire PT-110             | Syntetický pyretroid    |                   | | velmi toxické   |
| Methoksychlor                        | DMDT, Marlate | Organochlorid           | 2 hodiny          | Zakázany na území EU. | velmi toxické   |
| Endosulfan                           | Thiodan, Chlordane, Dieldrin, Aldrin, Endrin a Heptachlor                                                                                          | Organochlorid cyklodien | 8 hodin           | Zakázany na území EU. | středně toxické |
| Klotianidin                          | Poncho | Neonikotinoid           |                   | Zakázany v Německu. V červnu 2008 pozastavilo německé ministerstvo pro výživu, zemědělství a ochranu spotřebitele registraci přípravků obsahujících neonikotinoidy poté, co včelaři z jihu země nahlásili hromadný úhyn včel v souvislosti s používáním jednoho z pesticidů, klothianidinu.                                        | velmi toxické   |
| Tiamethoksam                         | Actara | Neonikotinoid           |                   | Výzkum publikovaný v roce 2012 ukazuje na přítomnost thiamethoxamu v mrtvých včelách nalezených v okolí zemědělských polí. Včely, které zůstaly v úlech, vykazovaly nedostatek motorické koordinace, což naznačovalo otravu pesticidy.                                                                                             | velmi toxické   |
| Imidakloprid                         | Confidor, Gaucho, Kohinor, Admire, Advantage, Merit, Confidor, Hachikusan, Amigo, SeedPlus (Chemtura Corp.), Monceren GT, Premise, Prothor, Winner | Neonikotinoid           |                   | Ve Francii je zakázaný od roku 1999 a způsobuje potenciálně velké škody na včelích populacích | velmi toxické   |
| Dikfol                               | | Akaricid                |                   | | netoxické       |
| Ropopochodne                         | |                         |                   | | netoxické       |
| 2,4-D                                | Skupina více než 1,500 produktů | Herbicid                |                   | | netoxické       |